# Kiki (1926)
Kiki is een Amerikaanse filmkomedie uit 1926 onder regie van Clarence Brown. Het scenario is gebaseerd op de gelijknamige roman uit 1918 van de Franse auteur André Picard.

## Verhaal
Kiki is een Franse revuester van bescheiden komaf. Wanneer de rijke zakenman Victor Renal verliefd wordt op haar, kan ze proeven van een leven in de betere kringen. De ex-vrouw van Victor is allerminst gediend met de komst van Kiki. Zij wil haar ex-man nog altijd terug.

## Rolverdeling
| Acteur           | Personage       |
| ---------------- | --------------- |
| Norma Talmadge   | Kiki            |
| Ronald Colman    | Victor Renal    |
| Gertrude Astor   | Paulette Mascar |
| Marc McDermott   | Baron Rapp      |
| George K. Arthur | Adolphe         |
| William Orlamond | Brule           |
| Erwin Connelly   | Joly            |
| Frankie Darro    | Pierre          |
| Mack Swain       | Banketbakker    |